# In Coma Rose
Incomarose (también escrito In Coma Rose) es una banda de post-hardcore formada en el 2008, en Santiago de Chile.

## Historia

### Inicios yAmapola(2008-2011)
La banda nació a fines del 2008. Anteriormente a la grabación de su álbum, la banda pasó por constantes cambios de formación.
En enero del 2010 la banda grabó su primer EP, junto a Diego Sagredo y Simón Rojas (grabación y mezcla). Amapola fue lanzado en Internet en marzo del 2010 y físicamente el 8 de mayo en un show en el "Bar 369", junto a las bandas In My Blood (Malices) y Pilsowishs.
En abril del 2011 la banda grabó un sencillo producido por Felo Sandoval (Ex Made To Be Broken, actual Larcadia) llamado Define la Mentira, su videoclip fue lanzado el 28 de julio. En agosto, la banda anunció en MySpace el comienzo de composición para un nuevo material.

### Bastardos Sin Gloria(2012)
El 28 de mayo de 2012, la banda lanzó el sencillo Bastardos Sin Gloria. La banda lanzará su segundo EP Bastardos Sin Gloria en junio, producido por Felo Sandoval.
A inicios de marzo se anunció que la banda telonearía a Escape The Fate y Attack Attack! en su gira sudamericana el 23 de marzo en el Teatro Teletón. Aunque Attack Attack! se retiró del tour, siendo movida la fecha de presentación al 30 de mayo. In Coma Rose (junto a la banda Humana) se presentaron junto a Escape The Fate, Underoath y Protest The Hero.

### Ciudad de Sombras (2013)
Ep liberado en el año 2018, ya que tras la salida de varios miembros de la banda, lanzar el disco se convirtió en un gran problema por conflictos de interés, producido, mezclado y master por Felipe Reyes S. en el año 2013 con la participación de Marcelo Risco, Mauricio Cabaña, Jonathan Hidalgo y Nico Deadman (ex Drei At Zigma).

### Fe(2017)
Tras complicaciones, inactividad y la salida del fundador Felipe "Shavo" Avello; la banda produjo, bajo la dirección y producción de Felipe Salinas y Fran Villarroel su álbum Fe, en 2017. Además, la banda es parte de la marca francesa de guitarras Third Eye Guitars (3YE). CUSTOM 77  Mezcla y Master por Łukasz Jackowski en Polonia.

## Miembros

### Miembros actuales
Fran Villaroel — Voces, Guitarra/Bajo (2008-presente)
Felipe (Shavo) Avello — Voces (2008 - presente)
Gustavo Lamoza — Batería  (2021- presente)

### Miembros anteriores
- Basthian Serrano — guitarras (2011-2012)
- Jona Hidalgo — bajo  (2008-2014)
- Brian Dupuy — batería (2008-2013)
- Mauricio Cabaña — batería (2013-2014)
- Matías Sepúlveda — voces (2014-2019)
- Felipe Salinas — guitarra (2014-2019)
- Alejandro Rivas — batería (2017-2019)
- Marcelo “Xelo” Risco — guitarra (2013)
- Nico Deadman — bajo  (2013)
- Israel “Shaggy” Soto  — guitarra (2010)
- Ignacio Jerez  — batería (2012)
- Toto Reveco — guitarra  (2010-2011
- Sebastián Del Pino - Batería (2015)
- Sergio Corrales — Bajo (2014 - 2019)
- Erik Williams — batería (2014 - 2015)

## Discografía

### EP
- Amapola (2010)

•Momentos En El Invierno
-f320.12
-Amapola
-Plaga
- Bastardos Sin Gloria (2012)

-Bastardos Sin Gloria
-El Invierno De Los Sueños Rotos
-Shenib
-Última Sinfonía 
-The One That Got Away(Katy Perry cover) 
-Define La Mentira
- Ciudad de Sombras (2013)

-El Error
-Inter
-Cada Vez Que Muero
-Elixir 
-A.N.A. 
- Fe (2017)

-Amapola
-Fe
-Diamantes
-Plaga369
-Heridas(final)

## Videografía
- "Define la Mentira" (2011)
- "El Invierno de los Sueños Rotos" (2013)